# Espaço profundo do períneo
O espaço profundo do períneo é um espaço delimitado, inferiormente, pela fáscia superficial do diafragma urogenital e, superiormente, pela fáscia profunda do diafragma urogenital.
Esse espaço contém dois músculos, os quais: m. transverso profundo e m. esfíncter da uretra.